# Madonna col Bambino (Paolo Uccello)
La Madonna col Bambino è un dipinto a tempera su tavola (57×33 cm) di Paolo Uccello, databile al 1445 circa e conservato nella National Gallery of Ireland a Dublino.

## Storia

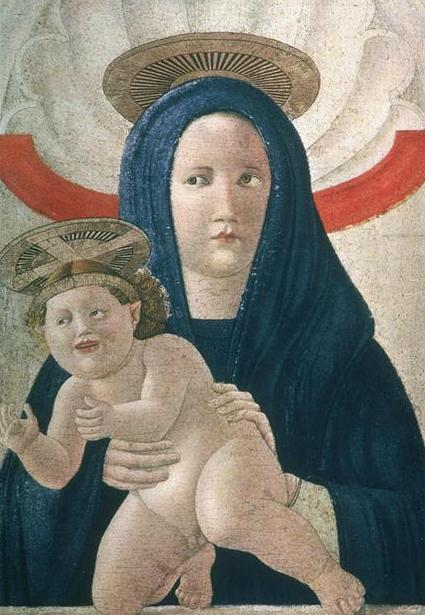
Prima del restauro (dettaglio)

La datazione dell'opera è alquanto controversa: alcuni la avvicinano agli affreschi della Cappella dell'Assunta a Prato (1435), altri la riferiscono a una fase più tarda, a Firenze, influenzata dalle opere di Filippo Lippi. A sostegno della seconda tesi ci sarebbero anche le aureole trattate come dischi dorati e inclinate in prospettiva, legate a studi più avanzati.
La Madonna era stata modificata in epoca imprecisata con l'aggiunta di un avvolgente manto blu, che è stato poi rimosso in sede di restauro.

## Descrizione e stile
La Madonna è rappresentata a mezzo busto in una nicchia con calotta a conchiglia, un motivo di derivazione donatelliana allora molto popolare nelle opere di Filippo Lippi e di Luca e Andrea della Robbia.
Maria, con un'elaborata acconciatura intrecciata, è vestita di nero e guarda fuori dalla nicchia a sinistra, senza cercare lo sguardo dello spettatore. Dall'elegante mantello, aperto da spacchi, fuoriescono le braccia coperte da maniche chiuse da bottoncini fitti, con una resa traslucida del tessuto che ricorda la seta. Notevole è la volumetria della testa, tramite un accentuato chiaroscuro che non esita a lasciarle, con un realistico studio della luce, il volto parzialmente in ombra, secondo un approfondimento delle opere di Masaccio. La sua compostezza contrasta con la viva gioia del Bambino, che essa regge sulla mano.
Il fanciullo, rubicondo e dai ricci biondi, poggia su un parapetto che coincide col bordo inferiore della cornice e fa un gesto come per scavalcare il dipinto, particolarmente riuscito grazie al piedino sinistro e al ginocchio destro che travalicano già il sottile listello dipinto. La madre lo trattiene con la salda presa. Forse entrambi guardano verso un ipotetico cardellino, l'uccellino simbolo della Passione.
La cromia essenziale, intonata a rossi, neri e toni cinerini negli incarnati, è tipica di molte opere di Paolo Uccello. Evidente è lo studio luminoso, che diffonde uniformemente luci ed ombre anche negli scarti meno scontati, come nei piedini di Gesù o nei recessi della nicchia.